# Squatina formosa
Squatina formosa es una especie de elasmobranquio escuatiniforme de la familia Squatinidae.